# Laura María Garro Sánchez
Laura María Garro Sánchez là một nhà giáo dục người Costa Rica và là một phó hiện tại của Heredia trong Hội đồng Lập pháp.

## Giáo dục
Garro học kinh doanh tại Đại học Quốc gia Costa Rica. Bà có bằng Thạc sĩ quản trị kinh doanh tại Đại học tự trị Trung Mỹ.

## Nghề nghiệp kinh doanh

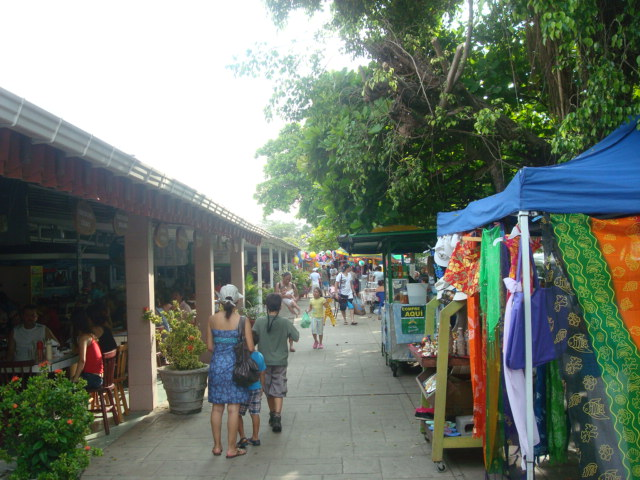
Một trong những mục tiêu đã nêu của Garro là cải thiện du lịch ở thành phố Puntarenas, như Đại lộ của khách du lịch

Garro đã làm việc 25 năm trong ngành tài chính ngân hàng công.

## Sự nghiệp chính trị
Garro là thành viên của Đảng Hành động của Công dân (PAC cho tên viết tắt tiếng Tây Ban Nha). bà đã là một bí thư tỉnh, chủ tịch bang, và người tham gia đại hội đảng.
Trong khi ứng cử thị trưởng thành phố Puntarenas năm 2006 cho PAC, Garro nói rằng bà muốn cải thiện cơ sở hạ tầng du lịch ở thành phố Puntarenas. bà cũng muốn tạo cơ hội tốt hơn cho công dân. bà thua cuộc bầu cử.
Garro được bầu làm phó vào Hội đồng Lập pháp năm 2014. Vào thời điểm bà được bầu làm phó, Garro đã 62 tuổi. bà sẽ phục vụ cùng với Henry Mora Jiménez, một thành viên PAC khác cũng đến từ Heredia.
bà trở thành thư ký thứ hai của Hội đồng Lập pháp vào ngày 1 tháng 5 năm 2014.